# Ahmed Awad Ibn Auf
Ahmed Awad Ibn Auf (1957) è un generale e politico sudanese, presidente del Consiglio Militare di Transizione, de facto capo di Stato del Sudan dall'11 al 12 aprile 2019 in seguito al colpo di Stato operato l'11 aprile dopo la deposizione del presidente Omar al-Bashir. In precedenza aveva svolto le funzioni di vicepresidente dal febbraio all'aprile del 2019.

## Biografia
Auf ha servito precedentemente come capo dell'intelligence militare sudanese, e come capo dello stato maggiore congiunto prima di essere destituito nel giugno del 2010 in seguito ad un rimpasto dei vertici militari sudanesi. In seguito alla sua destituzione, ha svolto le funzioni di ambasciatore in Oman.
Auf è comparso su una lista del maggio 2007 di individui sanzionati dagli Stati Uniti a causa dei loro presunti collegamenti tra il governo sudanese e i militanti Janjawid nel Conflitto del Darfur e le loro relazioni strette con l'Iran. Secondo alcune fonti Auf ha coordinato le operazioni dei Janjawid che hanno portato al bombardamento con un aereo Antonov di civili e villaggi, con anche delle dimostrazioni di forza e degli stupri di massa nel Darfur del Nord.
il 23 agosto del 2015, è stato nominato ministro della difesa dal presidente del Sudan Omar al-Bashir.
Auf è stato nominato anche vicepresidente nel febbraio del 2019, rimpiazzando Bakri Hassan Saleh dopo lo scioglimento del gabinetto di governo a causa di proteste popolari.
L'11 aprile del 2019, a seguito di un Colpo di Stato, ha annunciato in diretta sulla televisione nazionale sudanese che il governo è stato sciolto e la costituzione sudanese sospesa. Ha annunciato che i militari hanno preso il potere, con l'imposizione di un coprifuoco alle 10 di sera e un periodo transitorio di due anni. Ha anche annunciato la chiusura dello spazio aereo sudanese per un periodo di 24 ore, la chiusura dei confini e uno stato d'emergenza di tre mesi. L'assemblea nazionale è stata sciolta, Auf ha annunciato la convocazione di elezioni libere. Alcuni manifestanti hanno protestato contro il cambio di governo, descrivendolo come un golpe militare. La stampa ha continuato a riferirsi a lui come ministro della difesa, vicepresidente e generale delle forze armate sudanesi. Già il giorno seguente è stato costretto a dimettersi per le proteste conseguenti al suo rifiuto di consegnare Bashir alla Corte penale internazionale; è stato sostituito nella carica dal generale Abdel Fattah Abdelrahman Burhan.